# جائزة بريطانيا الكبرى للدراجات النارية 2004
جائزة بريطانيا الكبرى للدراجات النارية 2004 هو سباق دراجات نارية أقيم بتاريخ 25 يوليو 2004 في دونينجتون بارك. كان الجولة التاسعة من أصل 16 في سباق الجائزة الكبرى للدراجات النارية موسم 2004. فاز الإيطالي فالنتينو روسي بفئة الموتو جي بي بينما جاء الأمريكي كولين إدواردز في المركز الثاني وحصل على المركز الثالث الإسباني سيت جيبيرنو.

## وصلات خارجية
- الموقع الرسمي